# 音やん
『音やん』（おとやん）は、中村博文による日本の漫画作品。正式なタイトルは『【熱血! 寿司職人物語】音やん』。

## 概要
双葉社『漫画アクションピザッツ』にて連載を開始。その後、同誌は掲載作品の傾向を変化させ、休刊および復刊を経て、実質的に成年コミック誌へとリニューアル新創刊されるに至ったが、同リニューアルから通算8号目の2004年11月20日号に掲載された第201話を最後に連載休止。
後に同社が不定期刊行する廉価版アンソロジーコミック『食の鉄人たち』シリーズにて新作の発表を再開。2009年以降はほぼ年4回刊となっていた同誌が2011年7月をもって新規発行を停止したのに伴い、再び新作の発表が途絶えている。なお、単行本の刊行は第20巻にて停止しており、前述のアンソロジーに掲載されたエピソードには単行本未収録分が存在する。
料理・グルメ漫画で前提になることが多い料理勝負は、あくまで数あるエピソードの一部にとどめ、どちらかと言えば職人の日常に重点を置き、その中での主人公・音やんの成長を描いている。

## あらすじ
大坂出身の寿司職人、花田音三郎（通称、音やん）は婚約者を病で亡くし、一年経っても仕事に身が入らない状態だった。見かねた親方の計らいで東京のあかね寿司に世話になることに。
紆余曲折あって、ようやく過去に踏ん切りをつけ立ち直った音やん。
寿司勝負や別の店への助っ人、悩みを抱えた客との関わりの中で音やんは奮闘し、成長していく。

## 登場人物
花田 音三郎（はなだ おとさぶろう）
主人公。通称音やん。音寿司開店時は29歳。大阪出身。髪型はリーゼント。おっちょこちょいで喧嘩っ早く、困った人を見捨てられない性格。大阪で独立を前に婚約者・しのぶを亡くし、失意のどん底にいたが、東京での人々との出会いの中でようやく気持ちに整理をつける。
東京で奮闘しているうちに、慕ってくれる仲間を得、やがて独立、「音寿司」を構えることに。
人によっては日本一と言うほどの腕前で、作中の勝負や競技会などでは負け知らず。その一方で技術に溺れずお客様を第一に考える寿司鉄人。休みの日に、他の店の味を研究するために寿司の食べ歩きをするほどの研究熱心さも持つ。大阪出身ということで、当初は関西弁であったが、東京になじんだせいか連載が進むにつれ、標準語になっていった。

### あかね寿司
茜　徳治（とくじ）
東京の月ノ島に店を構えるあかね寿司の親方。
人情家で、なにかと面倒ごとを持ち込む音やんに厳しくも優しく接する。年季を入れて磨かれた職人としての腕前はかなりのもので、音やんにも見劣りせず、昔の慣習の知識においては音やんを上回るほどだが、お客様へのもてなしが第一という信条を持ち、寿司勝負や競技会にはあまり肯定的ではない。
茜　みさ子
徳治の娘。勝気な性格。店の給仕の他、経理を預かっており、音やんは作中で何度か給料を前借りしている。ちゃっかりしている。
金平（きんぺい）
姓は不明。あかね寿司の職人で徳治の一番弟子。女好き。何かと音やんに先輩風を吹かす。音やんが独立を考えるきっかけとなる。
丸男（まるお）
姓は不明。あかね寿司の見習い。正直者で純粋、ぼおっとして見える外見とは裏腹に仕事熱心。すでにある程度仕込みも任されており、給仕や接客もかなりのもの。語尾に「ぞなもし」と付けることがあった。

### 音寿司
成り行きであかね寿司に転がり込む面々が増え、金平に忠告されたことで独立を決意した音やんが開いた店。
最初はオーナーの好意で取り壊し寸前のビルを半年間無料で借りられることになり、マグロ寿司専門店として大繁盛。
その後石神田公園近辺の貸し店舗に移転した。
吉沢 永吉（よしざわ えいきち）
岡山出身。登場時19歳。魚河岸で魚を盗んで袋叩きにされていたところを音やんに助けられ、あかね寿司に転がり込む。お調子者でスケベで見栄っ張り。その為に揉め事を引き起こすことも。
音やんと接しているうちに寿司職人を志すようになり、弟分として修行を積んでいくことになる。
木戸 金治（きど きんじ）
音寿司の仕入れ担当。音寿司開店時は33歳。永吉がやった詐欺まがいの金策絡みで音やんと出会うことに。
マグロ漁船に乗っていたこともあり、マグロの目利きに関してはかなりのもの。
酒好きで飲むと揉め事を引き起こすことがあり、音やんに禁酒令を食らったこともある。
富 正平（とみ しょうへい）
新橋を本店にいくつかの系列店を持つ富長鮨の親方の次男。ロンゲのイケメン。
登場時20歳。小学生から寿司が握れ天才と呼ばれたほどの技量の持ち主だが、親方が愛人に生ませた子供だったため冷遇されやる気を無くしていた。
木戸と酒の席で出会い、成り行きであかね寿司のツケ場に立つことになり、音やんの仲間になる。

### その他の人物
黒田（くろだ）
下の名前は不明。
腕利きで名の知られた流れの寿司職人。得意技は大柄で手もでかいことを活かした二貫同時握り。江戸料理や懐石でも高度な技術と知識を持っている。
皮肉屋でしたたかな性格。女にも強い。仕事に対する態度は厳しく、(技術もないのに)自分に逆らう職人を周りにはおかず、徹底的に排除する主義。しかし意外な気遣いを見せることもあり、根っからの冷血漢、悪人というわけではない。音やんと寿司勝負をしたこともあり、お互いその腕を認め合っている。花田は黒田がひとところに留まらないのをもったいないと思っているらしく、いつまでも流れの職人してるんじゃねえぞ！と声をかけた事がある。しかし風来坊な生き方が性にあっているのか、たびたび(特に女絡みで)店の主になる機会がありながらも、ことごとく袖にすることに。そのために引き起こされた揉め事に音やんが巻き込まれたことも。
谷 町子（たに まちこ）
少女小説家。石神田に新装開店した音寿司の最初のお客。
代表作「カボチャのハート」シリーズは通算1500万部という実績を持つ売れっ子。
愛犬ゴン太君(作品に登場させて、大ヒットのきっかけになった)の葬式、通夜ぶるまいで百人前の寿司が必要になり、その注文を音やんが引き受けたことがきっかけとなり、新装開店した音寿司のファン第一号に。
もてなしに凝る性質で、たびたび風変わりな依頼を持ち込んでくる。小説家というだけあり諸々のことに対する知識は豊富で、バレエをやっていた子供が音やんに無言の感謝をゼスチャーで示した際には、一目でその真意を見抜き、音やんに説明している。

## 書籍情報
単行本
- 中村博文『音やん』双葉社〈アクションコミックス〉既刊20巻（2009年3月12日時点）

アンソロジー
- 『食の鉄人たち』双葉社〈COINSアクションオリジナル〉全13巻

1. 「美味激うまコミックスペシャル」、2007年11月20日発売、ISBN 9784575993844
2. 「感動めちゃうまコミックスペシャル」、2008年9月20日発売、ISBN 978-4575994230
3. 「絶品ドカうまコミックスペシャル」、2009年1月20日発売、ISBN 9784575994377
4. 「豪華ゴクうまコミックスペシャル」、2009年4月20日発売、ISBN 9784575994490
5. 「感涙マジうまコミックスペシャル」、2009年7月18日発売、ISBN 9784575994605
6. 「垂涎ヤバうまコミックスペシャル」、2009年10月20日発売、ISBN 9784575994728
7. 「極上ガツうまコミックスペシャル」、2010年1月発売、ISBN 9784575994865
8. 「絢爛ゴチうまコミックスペシャル」、2010年4月20日発売、ISBN 9784575995015
9. 「清涼ズバうまコミックスペシャル」、2010年7月20日発売、ISBN 9784575995121
10. 「逸品グビうまコミックスペシャル」、2010年10月20日発売、ISBN 9784575995206
11. 「至宝トロうまコミックスペシャル」、2011年1月20日発売、ISBN 9784575995312
12. 「爛漫プリうまコミックスペシャル」、2011年4月20日発売、ISBN 9784575995442
13. 「口福サクうまコミックスペシャル」、2011年7月20日発売、ISBN 9784575995558